# Michael Jackson, naissance d'une légende
Pour plus de détails, voir Fiche technique et Distribution.
Michael Jackson, naissance d'une légende (Michael Jackson's Journey from Motown to Off the Wall) est un documentaire américain de Spike Lee sorti en 2016. C'est le deuxième documentaire que le réalisateur a fait sur le chanteur, après Bad 25 (2012).
Le documentaire a été projeté au Sundance Film Festival de Park City le 24 janvier 2016. Il a été diffusé sur le réseau de télévision américain Showtime le 5 février. La même année, le DVD est inclus dans la réédition de l'album Off the Wall. 

## Synopsis
Ce documentaire relate l'ascension de Michael Jackson à travers la création de l'album Off the Wall (1979).

## Fiche technique
- Titre français : Michael Jackson, naissance d'une légende
- Titre original : Michael Jackson's Journey from Motown to Off the Wall
- Réalisation : Spike Lee
- Photographie : Kerwin DeVonish
- Montage : Ryan Denmark
- Production : Antonio Reid, John Branca et John McClain
- Sociétés de production : Optimum Productions, Legacy Recordings et 40 Acres & A Mule Filmworks
- Distribution :

 États-Unis : Showtime (TV)
- Genre : documentaire
- Durée : 93 minutes
- Pays d'origine :  États-Unis
- Langue originale : anglais
- Format : Couleur 1.78:1
- Dates de sortie :

 États-Unis : 24 janvier 2016 (Festival du film de Sundance)
 France : 29 mai 2016 (première diffusion sur Arte)

## Distribution
- Michael Jackson (images d'archives)
- Jackie Jackson
- Marlon Jackson
- Joseph Jackson
- Katherine Jackson
- Pharrell Williams
- Questlove
- John Legend
- David Byrne
- The Weeknd
- Patti Austin (images d'archives)
- Carole Bayer Sager
- John Branca
- Kobe Bryant
- Misty Copeland
- Lee Daniels
- Suzanne de Passe
- Siedah Garrett
- Sammy Davis, Jr. (images d'archives)
- David Foster
- Joel Schumacher
- Berry Gordy
- Tito Jackson (images d'archives)
- Gladys Knight
- L.A. Reid
- Rodney Jerkins
- Smokey Robinson
- John Leguizamo
- Mark Ronson
- Rosie Perez
- Rod Temperton
- Stevie Wonder
- Greg Phillinganes
- Quincy Jones
- Bruce Swedien
- Louis Johnson (images d'archives)
- Eddie Murphy (images d'archives)
- Paul McCartney (images d'archives)
- Gene Kelly (images d'archives)
- Diana Ross (images d'archives)
- Jermaine Jackson (images d'archives)
- Janet Jackson (images d'archives)
- Randy Jackson (images d'archives)
- La Toya Jackson (images d'archives)
- Fred Astaire (images d'archives)
- Brooke Shields (images d'archives)